# Rio Verde (vattendrag i Brasilien, Goiás, lat -19,18, long -50,73)
Rio Verde är ett vattendrag i Brasilien.   Det ligger i delstaten Goiás, i den södra delen av landet, 500 km sydväst om huvudstaden Brasília. Rio Verde ligger vid sjön Ilha Solteira Reservoir.
Omgivningen kring Rio Verde är en mosaik av jordbruksmark och naturlig växtlighet. Området är mycket glesbefolkat, med 4 invånare per kvadratkilometer.